# Tweede Kamerverkiezingen 1989/Kandidatenlijst/VVD
De kandidatenlijst voor de Tweede Kamerverkiezingen 1989 van de VVD was als volgt:

## De lijst
- vet: verkozen
- schuin: voorkeurdrempel overschreden

1. Joris Voorhoeve - 1.004.263 stemmen
2. regionale kandidaten
3. regionale kandidaten
4. regionale kandidaten
5. regionale kandidaten
6. Benk Korthals - 11.307
7. Broos van Erp[1][2] - 4.139
8. Margreet Kamp[2] - 8.901
9. Jan Dirk Blaauw[2] - 3.401
10. Len Rempt-Halmmans de Jongh[2] - 4.193
11. Jos van Rey[2] - 15.053
12. Herman Lauxtermann[2] - 788
13. Johan Remkes[2] - 2.382
14. Paul Labohm - 1.328
15. Henk van Hoof[2] - 1.048
16. Nellie Verbugt[2] - 2.505
17. Ruud Luchtenveld - 532
18. Norbert Klein - 499
19. J.K. Muntinga - 882
20. Els de Graaff-van Meeteren - 1.703
21. Peter Neeb - 545
22. Willibrord van Beek - 460
23. Sylvia Brilstra-Oosterbeek - 1.117
24. H. Brummel - 815
25. regionale kandidaten
26. regionale kandidaten
27. regionale kandidaten
28. regionale kandidaten
29. regionale kandidaten
30. regionale kandidaten

## Regionale kandidaten
Er waren vijf groepen kieskringen met elk eigen kandidaten, waarbij de volgorde per kieskring werd vastgesteld door de VVD-Kamercentrales.

### 's-Hertogenbosch, Tilburg, Middelburg, Maastricht
| Posities (per lijst) | Posities (per lijst) | Posities (per lijst) | Posities (per lijst) | Naam                | Stemmenaantallen (per lijst) | Stemmenaantallen (per lijst) | Stemmenaantallen (per lijst) | Stemmenaantallen (per lijst) |
| 01                   | 02                   | 12                   | 18                   | Naam                | 01                           | 02                           | 12                           | 18                           |
| -------------------- | -------------------- | -------------------- | -------------------- | ------------------- | ---------------------------- | ---------------------------- | ---------------------------- | ---------------------------- |
| 2                    | 2                    | 3                    | 4                    | Ed Nijpels          | 13.491                       | 14.242                       | 03.289                       | 05.641                       |
| 5                    | 4                    | 2                    | 2                    | Jan te Veldhuis     | 88                           | 158                          | 1.366                        | 379                          |
| 3                    | 3                    | 4                    | 3                    | Dick Dees           | 656                          | 1.225                        | 126                          | 288                          |
| 4                    | 5                    | 5                    | 5                    | Frans Weisglas      | 235                          | 149                          | 49                           | 92                           |
| 25                   | 25                   | 25                   | 25                   | A.J. Ditewig        | 18                           | 8                            | 3                            | 7                            |
| 26                   | 26                   | 26                   | 26                   | Jos Bokkelkamp      | 31                           | 102                          | 3                            | 11                           |
| 27                   | 27                   | 27                   | 27                   | J.H.M. van de Vall  | 135                          | 19                           | 0                            | 13                           |
| 28                   | 28                   | 28                   | 28                   | Tobias Meijers      | 9                            | 16                           | 85                           | 13                           |
| 29                   | 30                   |                      | 29                   | Jan Kamminga        | 128                          | 219                          |                              | 83                           |
|                      |                      | 29                   |                      | J.I. Hennekeij      |                              |                              | 307                          |                              |
| 30                   | 29                   |                      | 30                   | Pieter Winsemius    | 3.918                        | 2.414                        |                              | 1.941                        |
|                      |                      | 30                   |                      | J.C. van Dijk-Sturm |                              |                              | 245                          |                              |

### Arnhem, Nijmegen, Utrecht
| Posities (per lijst) | Posities (per lijst) | Posities (per lijst) | Naam               | Stemmenaantallen (per lijst) | Stemmenaantallen (per lijst) | Stemmenaantallen (per lijst) |
| 03                   | 04                   | 13                   | Naam               | 03                           | 04                           | 13                           |
| -------------------- | -------------------- | -------------------- | ------------------ | ---------------------------- | ---------------------------- | ---------------------------- |
| 2                    | 3                    | 2                    | Erica Terpstra     | 07.847                       | 03.630                       | 12.556                       |
| 3                    | 2                    | 3                    | Loek Hermans       | 2.247                        | 3.390                        | 2.477                        |
| 4                    | 4                    | 4                    | Rudolf de Korte    | 1.622                        | 1.011                        | 2.066                        |
| 5                    | 5                    | 5                    | Frank de Grave     | 384                          | 182                          | 578                          |
| 25                   | 25                   | 25                   | A.J. Kokshoorn     | 24                           | 13                           | 269                          |
| 26                   | 26                   | 26                   | P.R.Z. Bakker      | 92                           | 8                            | 14                           |
| 27                   | 27                   | 27                   | J.W.M.M. Ketelaars | 11                           | 5                            | 11                           |
| 28                   | 28                   | 28                   | R.J. van Gent      | 12                           | 7                            | 97                           |
| 29                   | 29                   | 30                   | Jan Kamminga       | 211                          | 119                          | 660                          |
| 30                   | 30                   | 29                   | Pieter Winsemius   | 5.655                        | 3.115                        | 7.426                        |

### Rotterdam, Leiden, Dordrecht
| Posities (per lijst) | Posities (per lijst) | Posities (per lijst) | Naam                       | Stemmenaantallen (per lijst) | Stemmenaantallen (per lijst) | Stemmenaantallen (per lijst) |
| 05                   | 07                   | 08                   | Naam                       | 05                           | 07                           | 08                           |
| -------------------- | -------------------- | -------------------- | -------------------------- | ---------------------------- | ---------------------------- | ---------------------------- |
| 2                    | 2                    | 3                    | Frits Korthals Altes       | 02.588                       | 5.100                        | 03.350                       |
| 3                    | 3                    | 2                    | Henk Koning                | 924                          | 1.477                        | 3.094                        |
| 4                    | 5                    | 5                    | Hans Dijkstal              | 100                          | 877                          | 287                          |
| 5                    | 4                    | 4                    | Nell Ginjaar-Maas          | 593                          | 2.775                        | 1.996                        |
| 25                   | 25                   | 25                   | R. de Bakker               | 17                           | 25                           | 124                          |
| 26                   | 26                   | 26                   | M.L. Lestraden-Middelweerd | 21                           | 172                          | 61                           |
| 27                   | 27                   | 27                   | D. ten Veen                | 19                           | 17                           | 279                          |
| 28                   | 28                   | 28                   | E.R. Klerks                | 6                            | 221                          | 24                           |
| 29                   |                      |                      | J.J. Hartman               | 52                           |                              |                              |
|                      | 29                   |                      | Jan Kamminga               |                              | 390                          |                              |
|                      |                      | 29                   | Th. Brans                  |                              |                              | 152                          |
| 30                   | 30                   |                      | Pieter Winsemius           | 3.410                        | 17.393                       |                              |
|                      |                      | 30                   | Marius Varekamp            |                              |                              | 1.297                        |

### 's-Gravenhage, Leeuwarden, Zwolle, Groningen, Assen, Lelystad
| Posities (per lijst) | Posities (per lijst) | Posities (per lijst) | Posities (per lijst) | Posities (per lijst) | Posities (per lijst) | Naam                        | Stemmenaantallen (per lijst) | Stemmenaantallen (per lijst) | Stemmenaantallen (per lijst) | Stemmenaantallen (per lijst) | Stemmenaantallen (per lijst) | Stemmenaantallen (per lijst) |
| 06                   | 14                   | 15                   | 16                   | 17                   | 19                   | Naam                        | 06                           | 14                           | 15                           | 16                           | 17                           | 19                           |
| -------------------- | -------------------- | -------------------- | -------------------- | -------------------- | -------------------- | --------------------------- | ---------------------------- | ---------------------------- | ---------------------------- | ---------------------------- | ---------------------------- | ---------------------------- |
| 2                    | 2                    | 2                    | 3                    | 3                    | 4                    | Annemarie Jorritsma-Lebbink | 1.909                        | 3.688                        | 2.726                        | 1.405                        | 1.184                        | 531                          |
| 5                    | 3                    | 3                    | 2                    | 2                    | 3                    | Piet Blauw                  | 102                          | 613                          | 700                          | 2.320                        | 2.571                        | 289                          |
| 3                    | 5                    | 5                    | 5                    | 4                    | 2                    | Robin Linschoten            | 729                          | 401                          | 927                          | 568                          | 563                          | 1.303                        |
| 4                    | 4                    | 4                    | 4                    | 5                    | 5                    | Ad Nijhuis                  | 255                          | 114                          | 181                          | 109                          | 74                           | 46                           |
| 25                   | 25                   | 25                   | 25                   | 25                   | 25                   | Rinske Cupido-Pootjes       | 41                           | 156                          | 60                           | 69                           | 39                           | 22                           |
| 26                   | 26                   | 26                   | 26                   | 26                   | 26                   | P. den Dunnen               | 6                            | 1                            | 4                            | 1                            | 1                            | 2                            |
| 27                   | 27                   | 27                   | 27                   | 27                   | 27                   | Eddy Coers                  | 30                           | 13                           | 12                           | 6                            | 3                            | 1                            |
| 28                   | 28                   | 28                   | 28                   | 28                   | 28                   | Ben Grave                   | 29                           | 13                           | 32                           | 36                           | 35                           | 7                            |
|                      |                      | 30                   | 30                   | 29                   |                      | Jan Kamminga                |                              |                              | 477                          | 1.166                        | 521                          |                              |
|                      | 29                   |                      |                      |                      |                      | Marius Varekamp             |                              | 25                           |                              |                              |                              |                              |
|                      |                      |                      | 29                   |                      |                      | Jaap Scherpenhuizen         |                              |                              |                              | 166                          |                              |                              |
|                      |                      |                      |                      |                      | 29                   | J.J. Hartman                |                              |                              |                              |                              |                              | 341                          |
| 29                   | 30                   | 29                   |                      | 30                   | 30                   | Pieter Winsemius            | 3.006                        | 1.734                        | 3.315                        |                              | 2.474                        | 1.149                        |
| 30                   |                      |                      |                      |                      |                      | R.A.E. de Haze Winkelman    | 546                          |                              |                              |                              |                              |                              |

### Amsterdam, Den Helder, Haarlem
| Posities (per lijst) | Posities (per lijst) | Naam                               | Stemmen- aantallen (per lijst) | Stemmen- aantallen (per lijst) |
| 9, 11                | 10                   | Naam                               | 9, 11                          | 10                             |
| -------------------- | -------------------- | ---------------------------------- | ------------------------------ | ------------------------------ |
| 2                    | 2                    | Frits Bolkestein                   | 6.548                          | 02.602                         |
| 3                    | 4                    | Jan-Kees Wiebenga                  | 2.210                          | 357                            |
| 4                    | 3                    | Jan Franssen                       | 1.027                          | 425                            |
| 5                    | 5                    | Sari van Heemskerck Pillis-Duvekot | 3.020                          | 1.612                          |
| 25                   | 25                   | F.J.L. van Dulm                    | 182                            | 16                             |
| 26                   | 26                   | Hen de Boer                        | 37                             | 309                            |
| 27                   | 27                   | Huus Huysman                       | 51                             | 368                            |
| 28                   | 28                   | R.P. Hendriks                      | 96                             | 247                            |
|                      | 29                   | Wim Keja                           |                                | 453                            |
| 29                   |                      | Jan Kamminga                       | 581                            |                                |
| 30                   | 30                   | Pieter Winsemius                   | 17.020                         | 6.751                          |

CDA · PvdA · VVD · D66 · SGP · Groen Links · GPV · RPF · VCN · SP · Humanistische Partij · Milieu Defensie Partij 2000+ · PDS · Realisten Nederland · AWP · Bejaarden Centraal · Vrouwenpartij · Socialistische Minderheden Partij · Centrumdemocraten · De Groenen · PPvO · VMP · SAP · Grote Alliance Partij · Staatkundige Federatie
1948 · 1952 · 1956 · 1959 · 1963 · 1967 · 1971 · 1972 · 1977 · 1981 · 1982 · 1986 · 1989 · 1994 · 1998 · 2002 · 2003 · 2006 · 2010 · 2012 · 2017 · 2021 · 2023